# Callas Forever
Callas Forever este un film (dramă) realizat de Franco Zeffirelli, în anul 2001.

## Rezumat
Acțiunea filmului se desfășoară la Paris, în anul 1977.  Diva Maria Callas, în vârstă de 53 de ani, are vocea obosită peste măsură. Un producător îi propune să fie vedeta unui film în care să o joace pe Carmen, cu o voce dublată prin înregistrările sale de altădată. Ea va accepta...

## Fișă tehnică
- Realizator: Franco Zeffirelli
- Regizor: Franco Zeffirelli
- Producător: Andrei Boncea
- Titlul original: Callas Forever
- Distributor: Bac Films
- Durata : 1 h și 55 min.
- Anul de producție : 2001
- Film muzical, dramă

## Distribuția
- Fanny Ardant .... Maria Callas
- Jeremy Irons .... Larry Kelly
- Joan Plowright .... Sarah Keller
- Jay Rodan .... Michael
- Gabriel Garko - Marco
- Manuel de Blas - Esteban Gomez
- Justino Díaz - Scarpia
- Jean Dalric - Gérard
- Stephen Billington - Brendan
- Anna Lelio - Bruna
- Alessandro Bertolucci - Marcello
- Olivier Galfione - Thierry
- Roberto Sanchez - Escamillo
- Achille Brugnini - Ferruccio
- Laura Vasiliu

## Recompense
- Filmul a fost nominalizat pentru Premiul Goya